# Tanganjika-Lachepidemie
Die Tanganjika-Lachepidemie war eine 1962 in Tanganjika (heute Teil von Tansania) aufgetretene Epidemie von Lachanfällen, die mehrere Monate andauerte und etwa 1000 meist junge Personen betraf. Es handelte sich dabei um eine Massenhysterie (Mass Psychogenic Illness).

## Verlauf
Am 30. Januar 1962 brachen drei Schülerinnen einer Mädchenschule in Kashasha am Westufer des Victoriasees in Lachen aus, ohne damit wieder aufhören zu können. Innerhalb kurzer Zeit wurden 95 der 159 Schüler im Alter von 12 bis 18 Jahren davon angesteckt, sodass die Schule am 18. März geschlossen werden musste, da ein regulärer Betrieb nicht aufrechterhalten werden konnte. Als die Schule am 21. Mai wieder öffnete, waren noch immer 57 Schüler – aber kein Lehrer – betroffen, was zur erneuten Schließung Ende Juni führte.
Die zwischenzeitlich nach Hause geschickten Schüler sorgten für eine weitere Verbreitung der Lachanfälle. Zehn Tage nach der ersten Schließung der Schule in Kashasha kam die Epidemie auch im etwa 90 Kilometer entfernten Nshamba an, wo sich mehr als 200 weitere Personen ansteckten, mehrheitlich Schüler. In der Regionshauptstadt Bukoba waren 48 von 154 Schülern betroffen, was ebenfalls zur Schließung einer Schule vom 10. bis zum 18. Juni führte. Von dort breiteten sich die Lachanfälle ins 35 Kilometer entfernte Kanyangereka aus, wo zwei Schulen für Jungen geschlossen werden mussten.
Auch in Mbarara im benachbarten Uganda gab es im Februar des Jahres einen Ausbruch der Epidemie.
In einem Zeitraum von sechs Monaten bis anderthalb bzw. zwei Jahren breiteten sich die Lachanfälle in der gesamten Region aus und betrafen etwa 1000 Personen, bevor das Phänomen allmählich wieder abklang.

## Symptome
Die Lachattacken, sich teils mit Weinen, Schreien oder starken Angstzuständen abwechselnd, dauerten von wenigen Minuten bis hin zu einigen Stunden. Nach einer Pause konnten sie neu beginnen. Teilweise waren sie von Gewaltausbrüchen begleitet. Dies konnte bis zu 16 Tage lang andauern. Die Betroffenen, hauptsächlich Mädchen und junge Frauen, zeigten dabei Symptome von Angst, Schmerz sowie Ohnmachtsgefühlen und hatten Atemprobleme. Geweitete Pupillen wurden bei den Betroffenen festgestellt. Erwachsene waren selten, Gebildete gar nicht betroffen. Es gab keine Todesfälle.

## Ursachen
Die Betroffenen wurden nach möglichen Auslösern für die Epidemie untersucht. Blutuntersuchungen nach biochemischen oder bakteriologischen Ursachen brachten kein Ergebnis. Der Verdacht auf eine toxische Substanz in der Nahrung erwies sich als nicht zutreffend. Zudem fand die Ansteckung von einer Person auf die andere statt und ähnelte daher eher einer Virusinfektion. Währenddessen kursierten in der Bevölkerung Gerüchte um vergiftete Lebensmittel oder eine Verseuchung der Luft durch Atombombenexplosionen.
Christian F. Hempelmann, der die Vorgänge von 1962 im Jahr 2002 untersuchte, nennt als eine mögliche Ursache für die Massenhysterie den Stress der Schüler, den diese durch die Erwartungen ihrer Lehrer und Eltern ihnen gegenüber angesichts der gerade erst im Dezember 1961 vollzogenen Unabhängigkeit Tanganjikas erlebten.